# Serby Zachód
Serby Zachód (niem. Bahnhof Zerbau) – nieczynny kolejowy przystanek osobowy w Serbach, w województwie dolnośląskim, w Polsce. 
Stacja znajduje się na nieczynnej linii kolejowej nr 372 Bojanowo – Odrzycko, na zachodnich obrzeżach miejscowości Serby.
Przystanek został zamknięty dla ruchu pasażerskiego 30 maja 1992 roku, wraz z likwidacją połączeń osobowych na tym odcinku. W momencie funkcjonowania posiadał jeden peron, który został całkowicie rozebrany. Obecnie nie posiada żadnych krawędzi peronowych.
Budynek dworca pozostaje zamknięty i znajduje się w stanie znacznego zdewastowania, a tory kolejowe biegnące w kierunku Bojanowa zostały rozebrane